# Léj Ká-szing
Léj Ká-szing (tradicionális kínai: 李嘉誠; egyszerűsített kínai: 李嘉诚; jűtphing: Lei Gaa-sing, pinjin: Lǐ Jiāchéng) (1928. június 13., Csaocsou (Chaozhou)) hongkongi üzletember. Ő az egyik leggazdagabb ember Kelet-Ázsiában, a tizenhatodik a világon. 2009. február 13-án 16,2 milliárd amerikai dollárra becsülték a vagyonát. Jelenleg a Hutchison Whampoa és a Cheung Kong Holdings cégek vezetője, utóbbi tulajdona a TOM Online internetes portál.
Li az egyik kulcsszereplője az ázsiai gazdasági életnek, 2001-ben Ázsia legjelentősebb emberének nevezte az Asiaweek magazin.
2014-ben Anglia legnagyobb külföldi befektetőjének nevezte a Hong Kong Daily News napilap.

## Élete
Kína Kuangtung (Guangdong) tartományának Csaocsou (Chaozhou) városában született. 1940-ben Hongkongba költözött.